# Deep Water
Ne doit pas être confondu avec Deep Waters ou Deep Water (film, 2024).
Pour plus de détails, voir Fiche technique et Distribution.
Deep Water (Amphibious 3D) est un film indonésien réalisé par Brian Yuzna en 2010.

## Fiche technique
- Titre : Deep Water
- Titre original : Amphibious 3D
- Réalisateur : Brian Yuzna
- Scénario : San Fu Maltha, John Penney, Somtow Sucharitkul et Brian Yuzna
- Musique : Fons Merkies
- Photographie : Mick Van Rossum
- Montage : Annelies van Woerden
- Production : San Fu Maltha et Brian Yuzna
- Société de production : Fu Works, Komodo Films, Mollywood et The 3D Company
- Pays :  Pays-Bas,  Indonésie et  Royaume-Uni
- Genre : Comédie horrifique et science-fiction
- Durée : 86 minutes
- Date de sortie : 
  - Pays-Bas : 1er novembre 2010

## Distribution
- Dorman Borisman : Bimo
- Francis Bosco : Boss Harris
- Janna Fassaert : Skylar Shane
- Francis Magee : Jimmy Kudrow
- Joshua Pandelaki : l'officier Santoso
- Michael Paré : Jack Bowman
- Monica Sayangbati : Tamal
- Verdi Solaiman : Andi